# Statue des Sophokles (Typus Lateran)

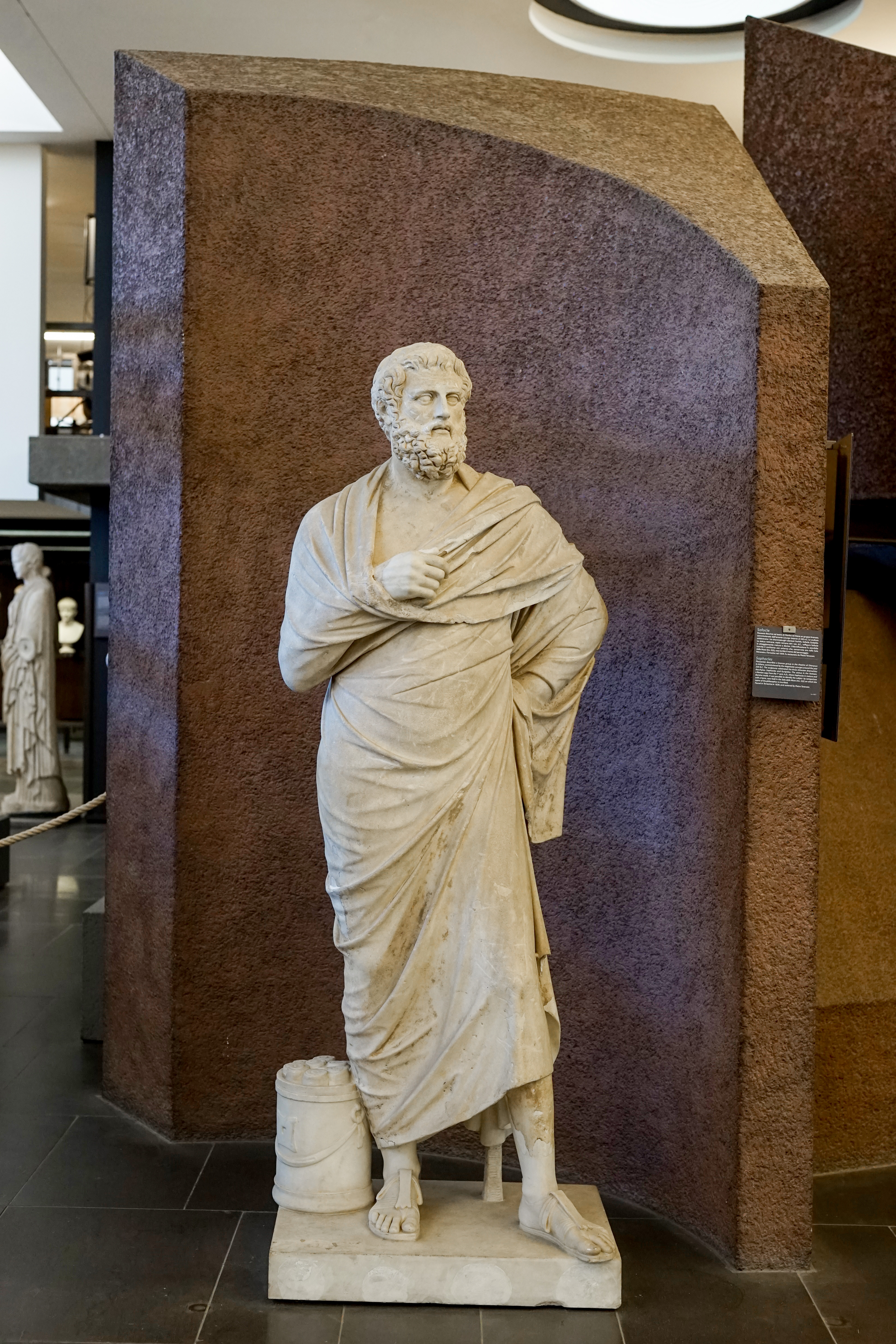
Statue des Sophokles in den Vatikanischen Sammlungen, 2022

Die Statue des Sophokles (Typus Lateran) ist eine gut zwei Meter hohe Marmorstatue aus der frühen römischen Kaiserzeit, die in den 1830er Jahren bei Terracina in Italien gefunden und 1839 dem Papst Gregor XVI. geschenkt wurde. Sie konnte als eine Kopie einer in der griechischen Literatur beschriebenen Bronzestatue des griechischen Tragödiendichters Sophokles (497/496 v. Chr.–406/405 v. Chr.) identifiziert werden, die im Dionysostheater in Athen um 330 v. Chr. aufgestellt worden war. Die Marmorstatue gehört zu den bedeutendsten erhaltenen Porträtstatuen der Antike. Ihre Entdeckung gab 1844 den Anstoß zur Gründung des Lateranmuseums nahe der Lateranbasilika in Rom. Seit 1970 befindet sich die Statue im Museo Gregoriano Profano ex Lateranense auf dem Territorium der Vatikanstadt.

## Fundort
In den 1830er Jahren wurde in den Ruinen einer römischen Villa des alten Anxur bei Terracina eine beschädigte Marmorstatue, ein römisches Objekt aus dem 1. Jahrhundert n. Chr., gefunden, die man bald dem griechischen Dramatiker Sophokles zuordnete. Denn im Vatikan befand sich bereits zu dieser Zeit eine Büste, die die gleichen Porträtzüge trägt – und durch eine Inschrift als Sophokles bezeichnet ist. Dadurch konnte die Statue als Darstellung des griechischen Tragödiendichters Sophokles festgelegt werden. Sie wurde 1839 von der Familie Antonelli dem kunstsinnigen Papst Gregor XVI. geschenkt. Dieser gründete 1844 das Lateranmuseum, in dem die Statue das Prunkstück war. Heute befindet sich diese Statue im vatikanischen Museo Gregoriano Profano ex Lateranense. Als erste deutsche Zeitschrift berichtete das Morgenblatt für gebildete Stände in ihrer Beilage Kunstblatt kurz nach der Eröffnung über das neue Museum und hob insbesondere die Statue des Sophokles hervor.

## Datierung

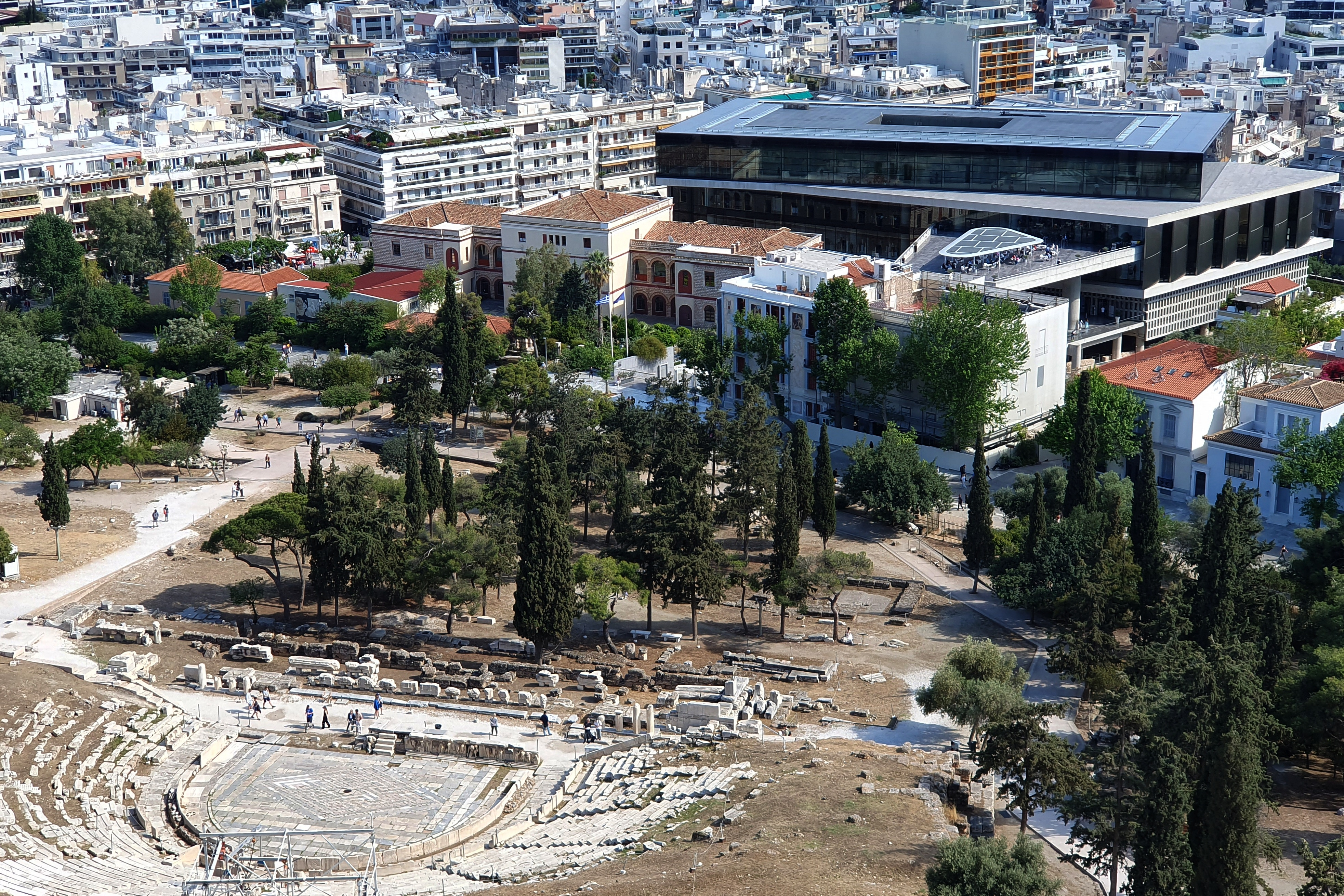
Blick zum Dionysostheater, dem Aufstellungsort der Originalstatue um 330 v. Chr., und zum Akropolismuseum, 2024

Die Marmorstatue ist nach einhelliger Meinung der Kunstwissenschaftler eine kongeniale Nachbildung eines griechischen Vorbilds. Dieses gehörte zu einem Komplex dreier bronzener Statuen, die in den dreißiger Jahren des 4. Jahrhunderts v. Chr. im Dionysostheater von Athen aufgestellt wurden. Der athenische Redner und Politiker Lykurg hatte in der athenischen Volksversammlung die Aufstellung von Statuen der drei großen attischen Tragödiendichter Aischylos, Sophokles und Euripides im Dionysostheater durchgesetzt, in dem ihre Tragödien uraufgeführt worden waren. Zugleich wurden ihre Tragödien schriftlich und verbindlich fixiert.

## Ergänzungen durch Tenerani
Die Marmorstatue wurde vom italienischen Bildhauer Pietro Tenerani restauriert. Er ergänzte die Haarpartie oberhalb der rechten Stirnseite, den größten Teil der Augenknochen, die Nase, einen großen Teil der rechten Wange, die untere Hälfte des rechten Schnurrbartes, Fragmente des Backenbartes, fast die gesamte rechte Hand (allerdings ist der hintere Teil der Hand bis zum Daumenansatz antik), das Gewand auf der Rückseite bis zur halben Höhe der Unterschenkel, die Füße, das Behältnis zur Aufbewahrung von Schriftstücken, das Scrinium, und die Basis der Statue, die Plinthe. Vergrößert man das erste Bild dieses Artikels, so sind einige der ersetzten Teile am helleren Marmor zu erkennen.
In der Abguss-Sammlung der Staatlichen Kunstsammlungen Dresden befindet sich ein Teilabguss des Kopfes der Sophokles-Statue vom Typus Lateran, der vor der Anbringung der Ergänzungen (Nase etc.) angefertigt wurde.

## Beschreibung
Sophokles steht in souveräner, in leicht und mühelos wirkender Haltung. Er trägt Sandalen und einen um den Körper geschlungenen Mantel (Himation). Dieser umschließt beide Arme, den rechten in einer Art Schlaufe, den linken unter dem Mantel auf die Hüfte gestützt. Auch den Beinen lässt der Mantel nur wenig Spielraum. Dennoch vermittelt die Haltung des so umhüllten Dichters durch das vorgestreckte Bein und den aufgestützten Arm den Eindruck von Energie und Selbstbewusstsein. Der Kopf wird durch fülliges Kopf- und Barthaar umrahmt. Ein Stirnband, ein Diadem, umspannt das Kopfhaar. Der Kopf ist zur Seite und leicht nach oben gerichtet. Neben seinem rechten Fuß steht das Scrinium, ein mobiles Behältnis zur Aufbewahrung von Schriftstücken und Buchrollen in zylindrischer Form. In der Skulptur erscheint sie als Attribut der Gelehrsamkeit und Belesenheit als Statuenstütze neben dem Fuß des Dargestellten. Der Klassische Archäologe Paul Zanker fasst zusammen: „Sophokles sollte gezeigt werden als ein in jeder Hinsicht vorbildlicher und politisch aktiver Bürger, ein Gleicher unter Gleichen, nicht mehr und nicht weniger, ein Mann, wie ihn sich Lykurg und seine Freunde als Zeitgenossen wünschten.“ „Schon den Zeitgenossen galt Sophokles als Liebling der Götter. Gesegnet mit Genie, Liebenswürdigkeit und Schönheit, gilt er bis heute als eine der überragenden Personen in der Menschheitsgeschichte.“

## Originalstatue
Neuere Fotos der Originalstatue sind relativ selten. Oft wird bei der Beschriftung nicht zwischen Originalstatue und Gipsabguss unterschieden. Auf den Web-Seiten der Vatikanischen Museen wird als Herkunft der Statue vermerkt „Wahrscheinlich kurz vor 1839 in einem der Anwesen der Familie Antonelli gefunden und im Atrium des Antonelli-Palastes in Terracina ausgestellt.“ Als Höhe der Statue wird dort 205 cm angegeben.

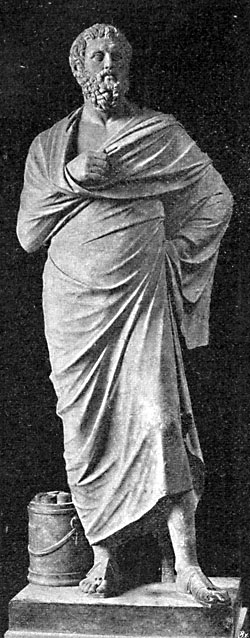
Foto aus dem Jahr 1905, das über die Bibliothek des allgemeinen und praktischen Wissens eine weite Verbreitung gefunden hat
Foto der Fotografiensammlung des Hallwylska museet (Hallwyl-Museums) Stockholm[10]
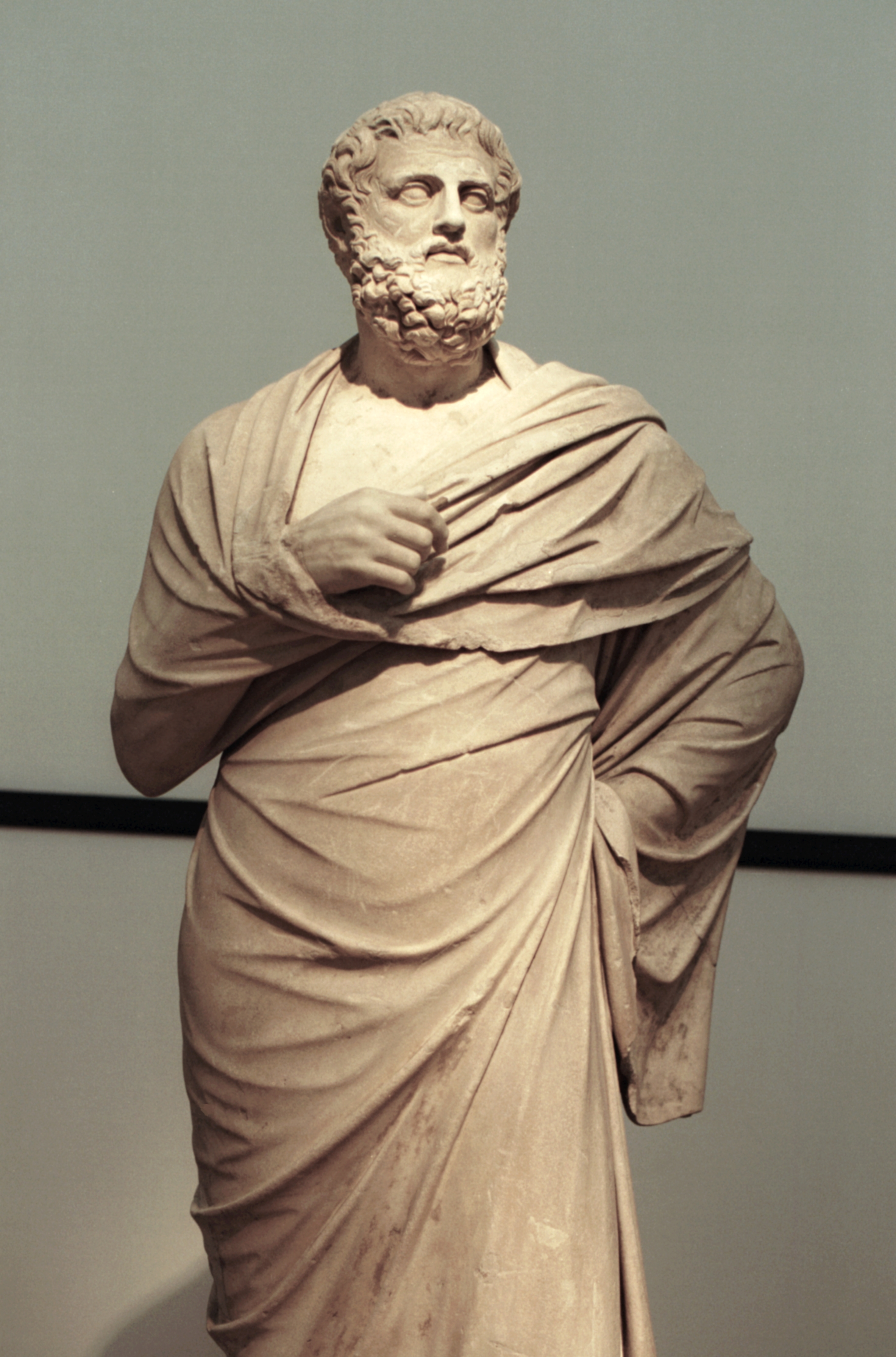
Originalstatue in der Ausstellung Die griechische Klassik – Idee oder Wirklichkeit im Gropius Bau Berlin 2002

## Gipsabgüsse
Mehr als jedes andere Material eignet sich der Werkstoff Gips dazu, Feinheiten historischer Originalobjekte wiederzugeben. Für den Gipsabguss eines Kunstwerks wird gemahlener, feinster und hochwertiger Alabaster-Gips verwendet. Seit dem 19. Jahrhundert ermöglichen Sammlungen von Gipsabgüssen, die zumeist in allen großen europäischen Museen und Universitäten angelegt wurden, das Kennenlernen antiker Kunstdenkmäler. Sie waren als Studienmaterial für die Öffentlichkeit und vor allem für Studenten gedacht, dienten aber auch zahlreichen bildenden Künstlern, die in den Abgüssen Vorbilder und Inspirationen für ihr eigenes Schaffen fanden.
Das Anfertigen der Repliken, teilweise aus alten Formen, ist kompliziert und äußerst zeitaufwendig. Ergänzend zur Vor- und Nachbereitung der Formen vor dem Abguss muss eine Vielzahl einzelner Komponenten zusammengefügt und nachträglich modelliert werden. Viele Universitäten gründeten wissenschaftliche Abguss-Sammlungen. Sie stellten fest, dass man Antikenstudien besser mit Abgüssen statt mit Kupferstichen betreiben kann. Im 19. Jahrhundert kamen die Abgüsse in die Museen. Dort bekamen sie eigene Abteilungen. Die Statue des Sophokles fehlte in keiner solcher Sammlung.
Das Archäologische Institut der Georg-August-Universität Göttingen zum Beispiel beherbergt eine Sammlung der Gipsabgüsse mit nahezu 2000 Objekten. Sie ist eine der größten Einrichtungen ihrer Art und die weltweit älteste universitäre Abgusssammlung. Der Abguss des Sophokles gehört zu den bedeutenden Objekten dieser Sammlung.
Ob die zahlreichen universitären oder musealen Abgüsse der Sophokles-Statue von ein und derselben Gipsform stammen und wo sie hergestellt worden sind, ist in der Regel nicht überliefert. Die Abgüsse sind alle etwas „geschönt“ worden, denn sie zeigen nicht die Blessuren des Zahns der Zeit. Die Stütze hinter dem linken Fuß der Originalstatue fehlt in allen Kopien.

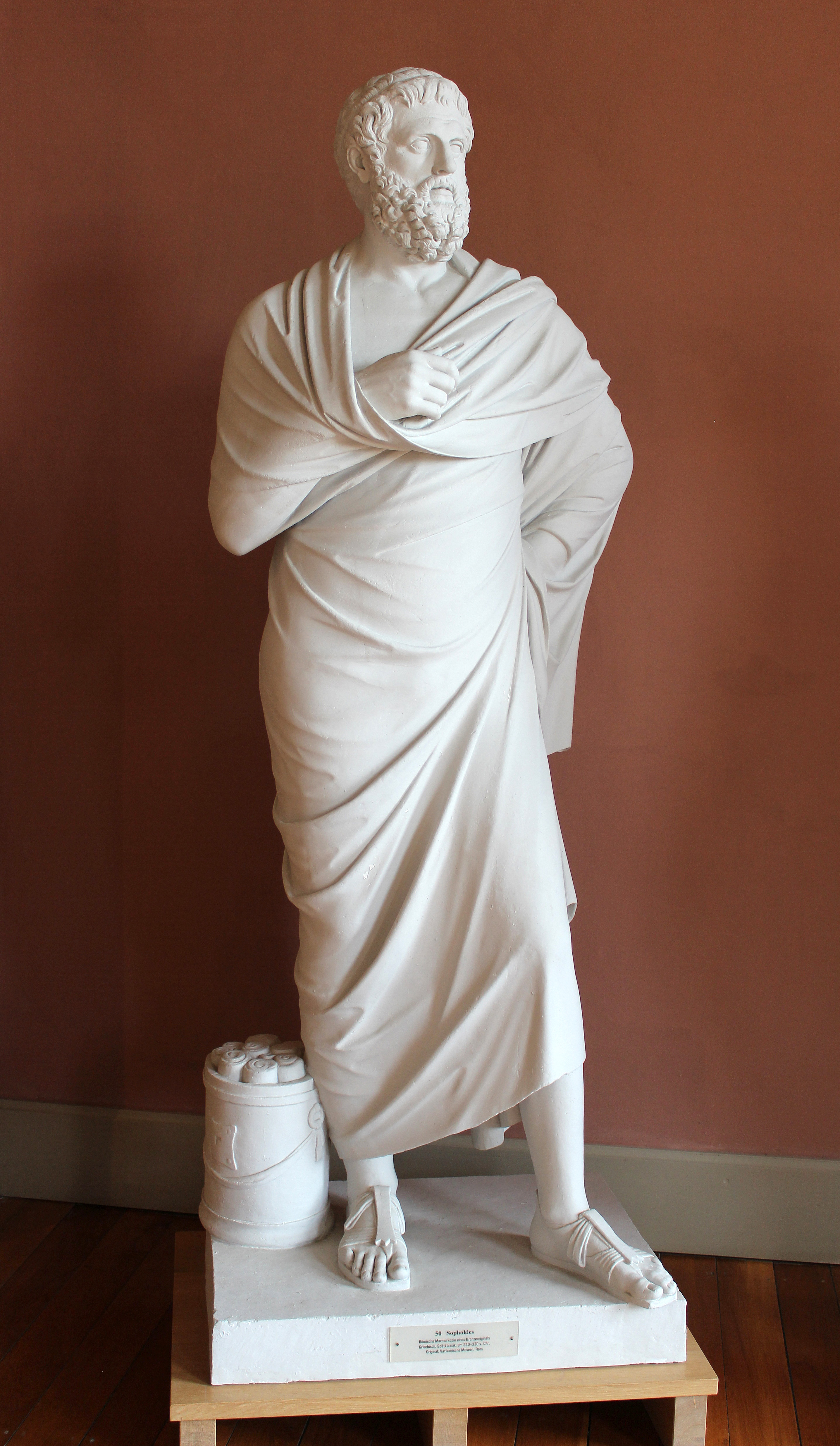
Gipsabguss des Sophokles im Lindenau-Museum in Altenburg
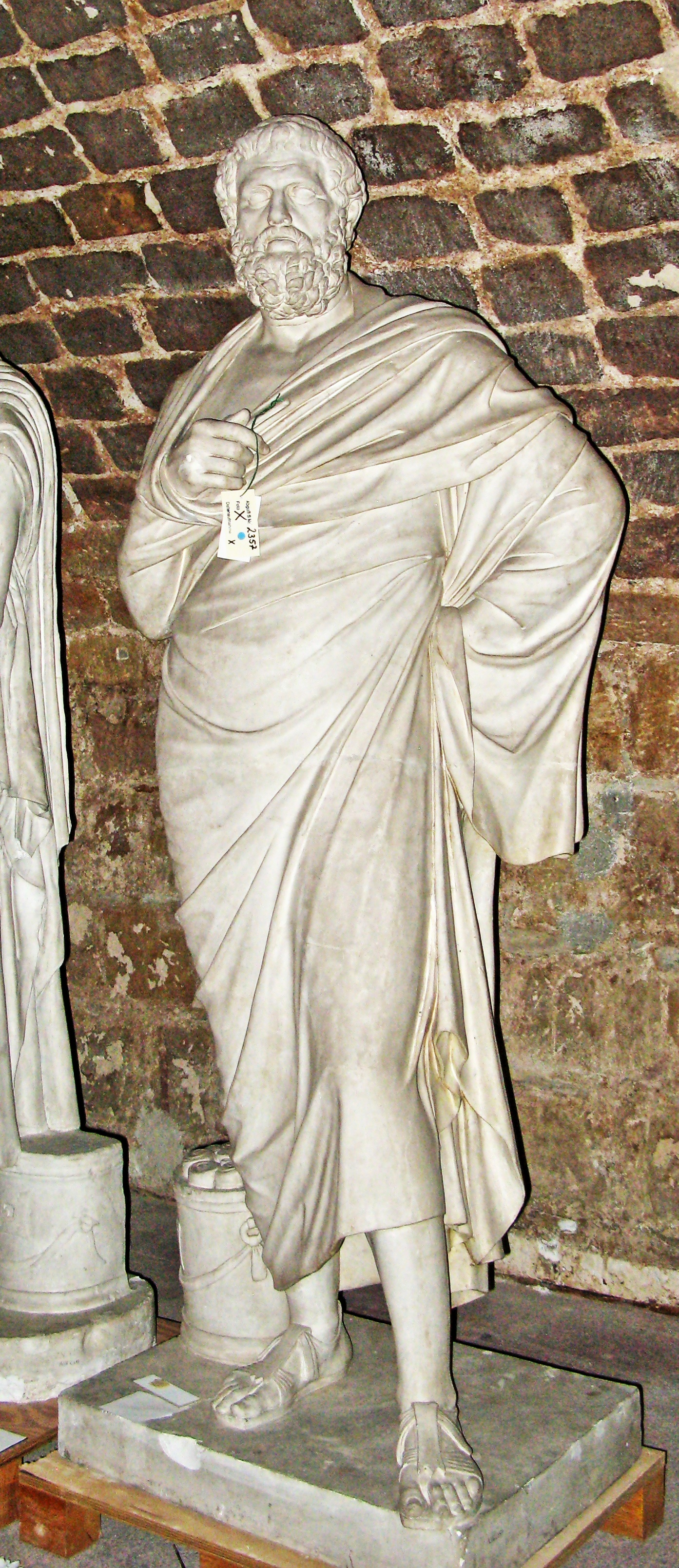
Gipsabguss in der Gipsabgusssammlung den Staatlichen Kunstsammlungen Dresden
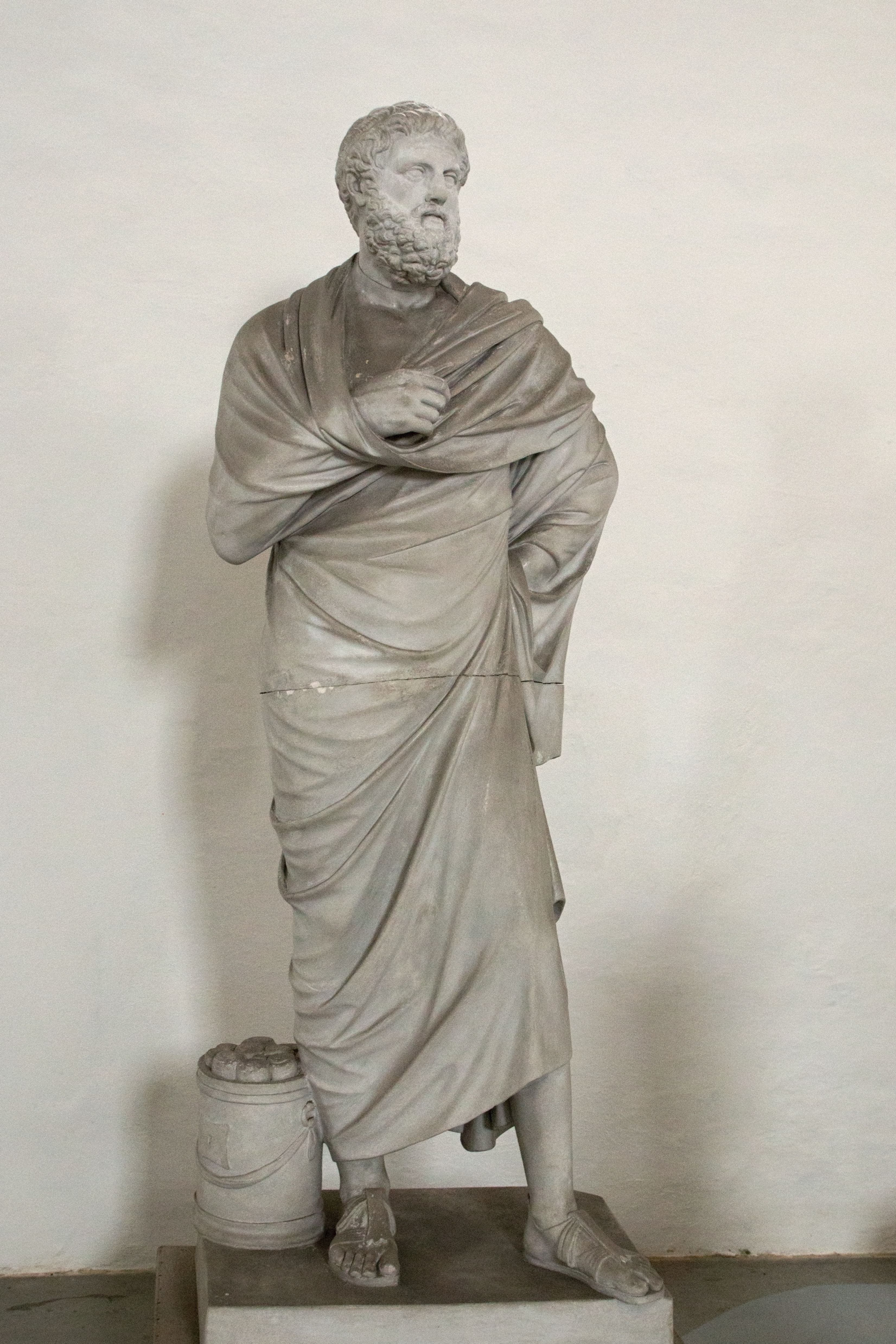
Gipsabguss im Franziskanerkloster Hostinné aus der Prager Universitätssammlung von Gipsabgüssen
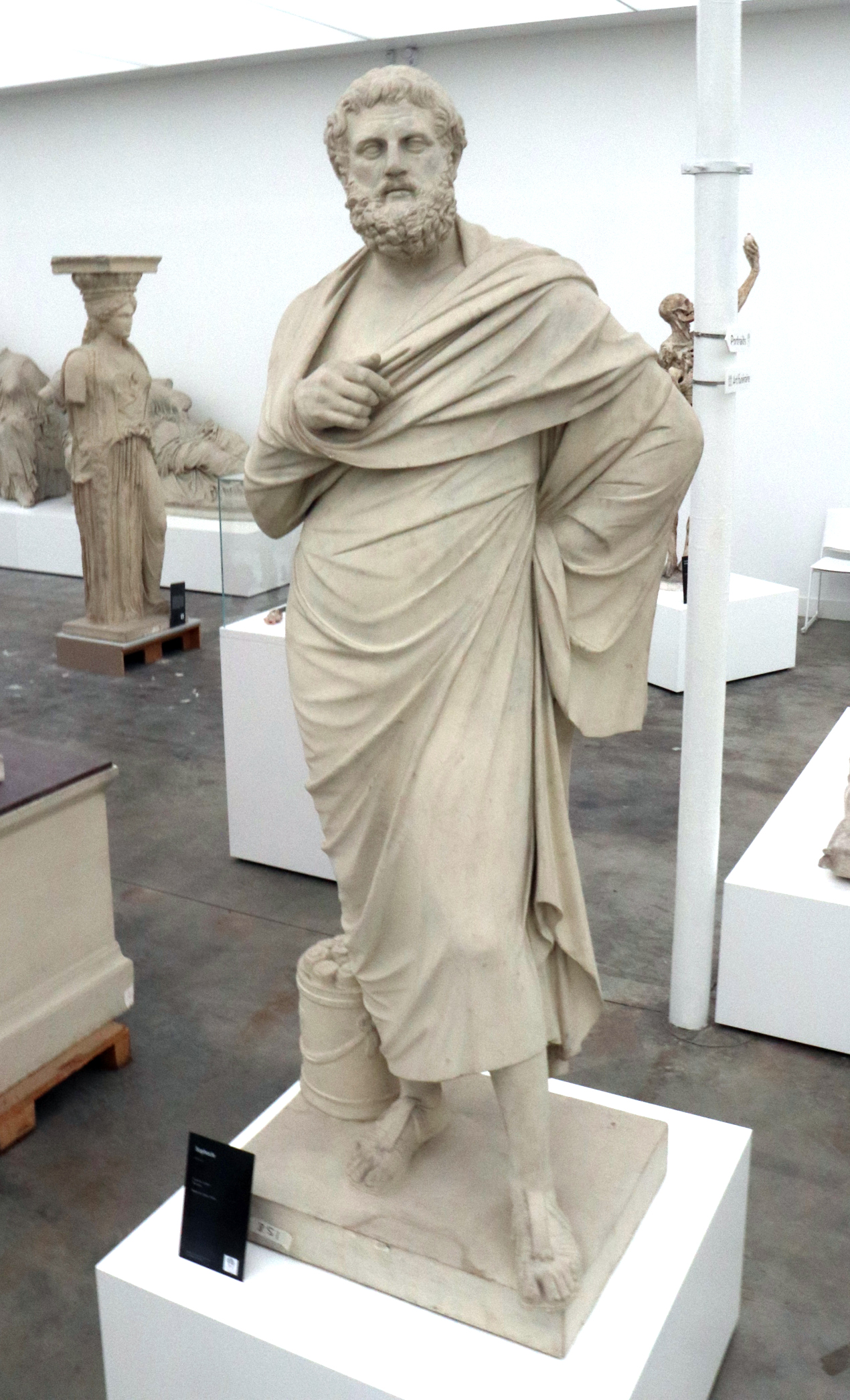
Gipsabguss im Musée des moulages de Lyon, die Gipsabgusssammlung der Universität Lyon, die 1898 eröffnet wurde

## Andere Nachbildungen und Abbildungen
Es wurden auch Nachbildungen aus Marmor und Sandstein angefertigt, vor allem wenn sie für den Außenbereich bestimmt waren. Eine solche Nachbildung befindet sich beispielsweise auf dem Dach des Konservatorenpalasts auf dem Kapitolshügel in Rom.
Man findet die Statue des Sophokles auch in Städten, zum Beispiel auf der Avenida Francisco de Aguirre in La Serena (Chile).
Im 1888 eröffneten Wiener Burgtheater wurden die Decken der beiden Prunktreppenhäuser seitlich des Mittelbaus bemalt. Die Hauptbilder sind Frühwerke der Brüder Gustav und Ernst Klimt sowie von Franz Matsch. Für das Deckengemälde der Feststiege Volksgartenseite (Kaiserstiege, weil sie dem Kaiser vorbehalten war) stellten sie die Statue des Sophokles in den Mittelpunkt. Als Farbton wählten sie den einer Bronzestatue, also so, wie sie wahrscheinlich im Dionysostheater in Athen zu sehen war.
Auch Büsten, die deutlich die Gesichtszüge des Sophokles vom Typus Lateran zeigen, sind verbreitet. Solche befinden sich beispielsweise auf der Terrasse der neun Musen im Achilleion auf Korfu und auf nicht zugehöriger Herme des Solon in den Uffizien aus dem 2. Jahrhundert n. Chr.

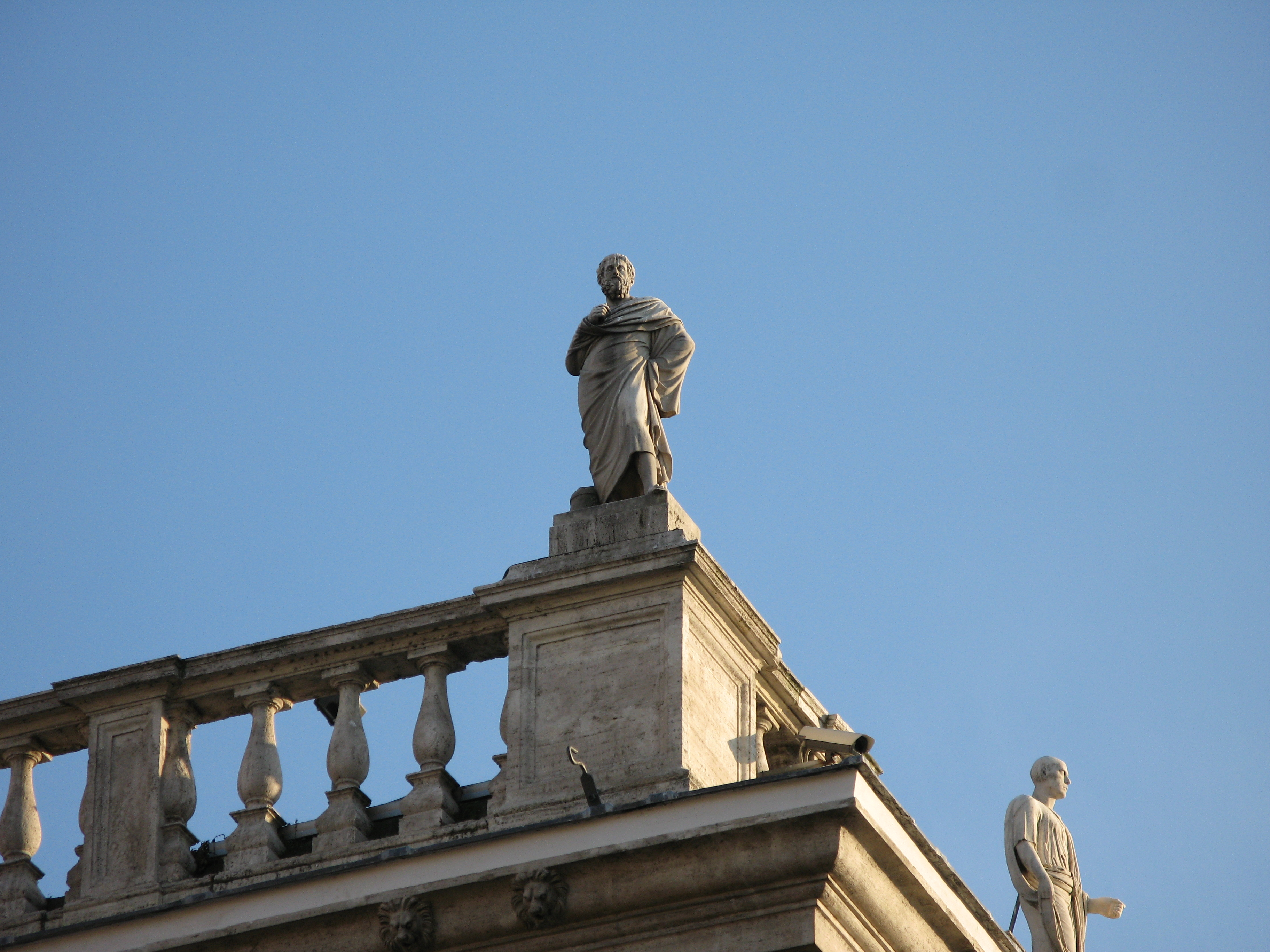
Sophokles auf dem Konservatorenpalast in Rom
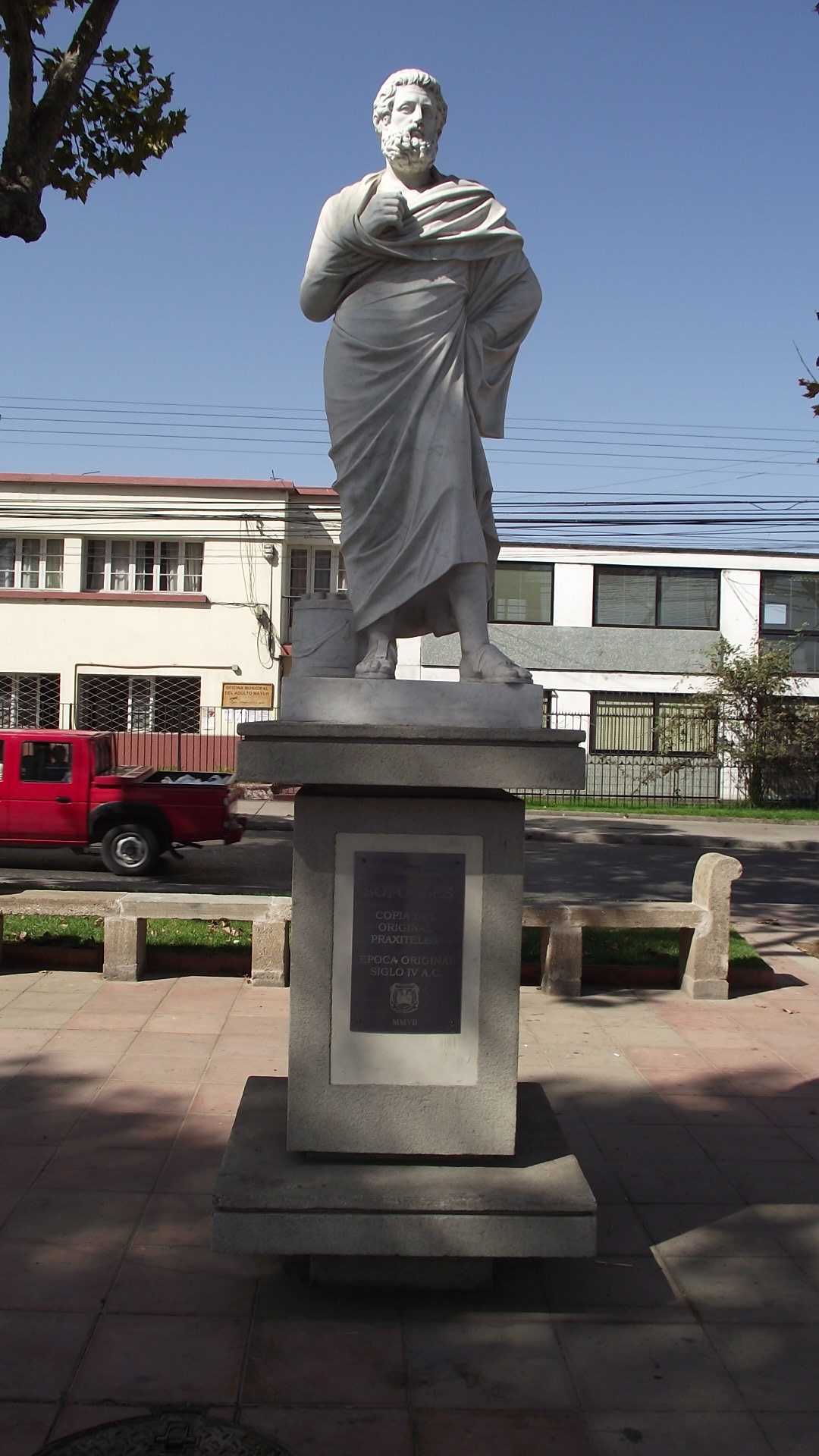
Sophokles auf der Avenida Francisco de Aguirre in La Serena (Chile)
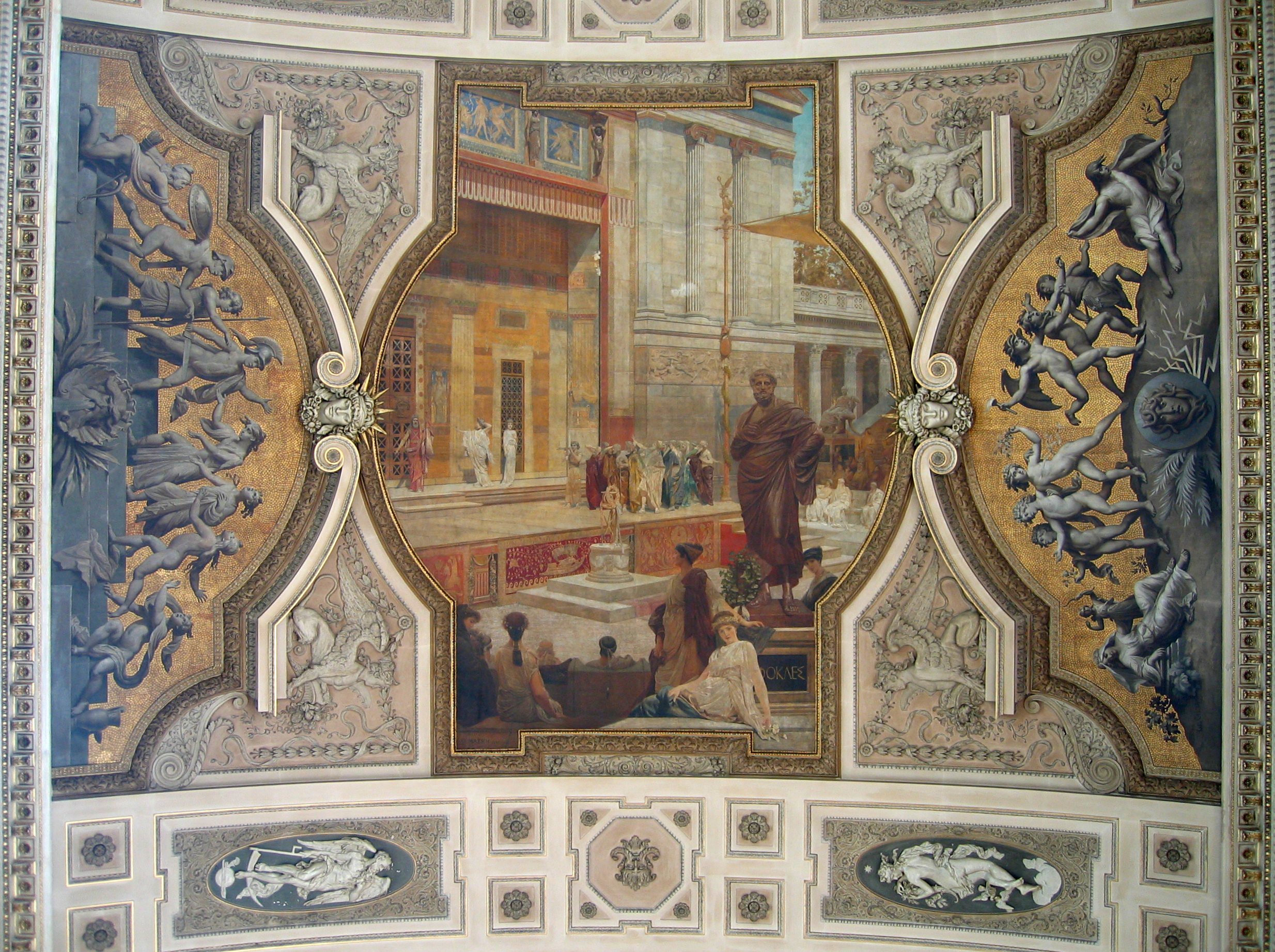
Sophokles in der Deckenmalerei der Kaiserstiege im Burgtheater Wien
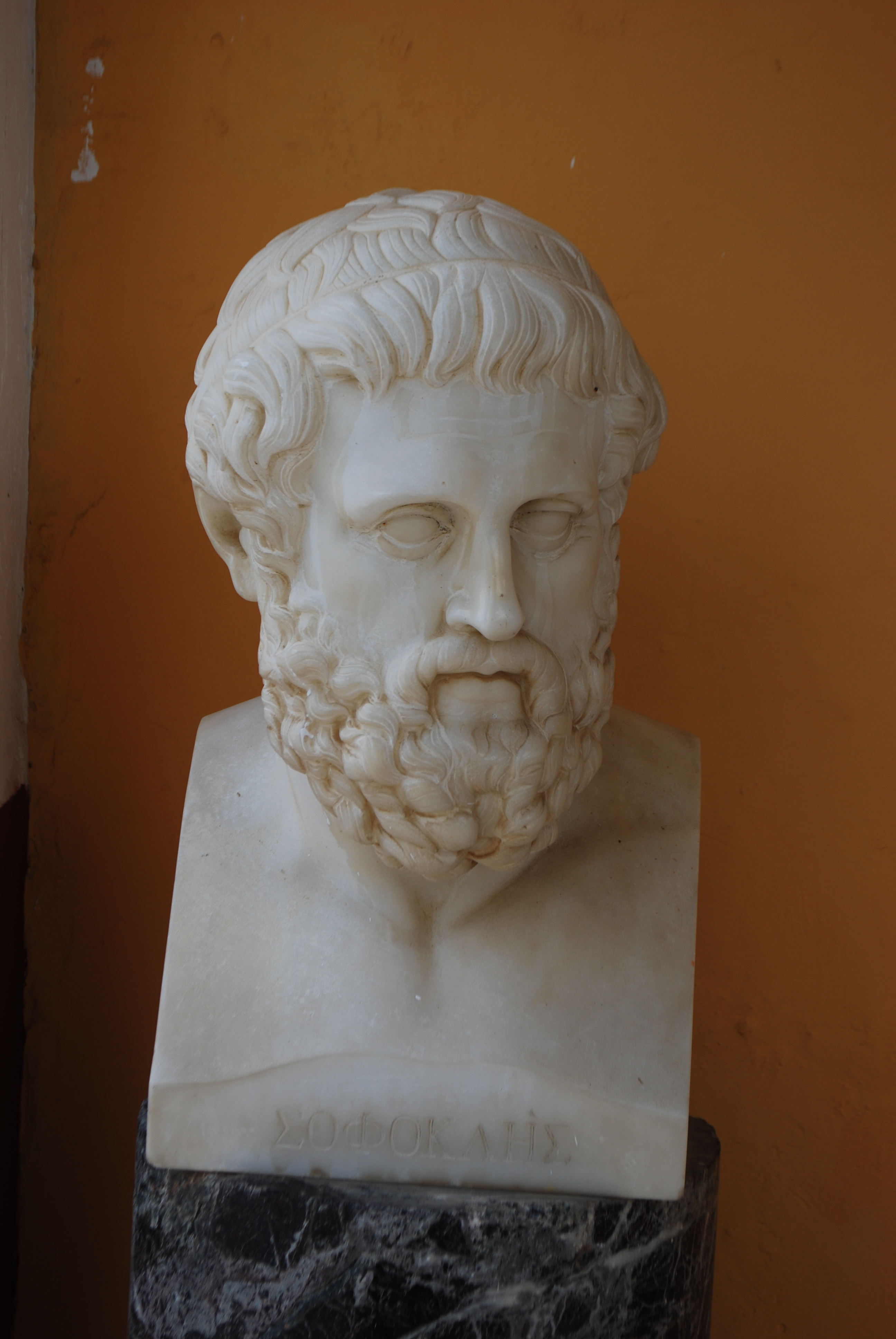
Büste des Sophokles auf der Terrasse der neun Musen des Achilleion auf Korfu
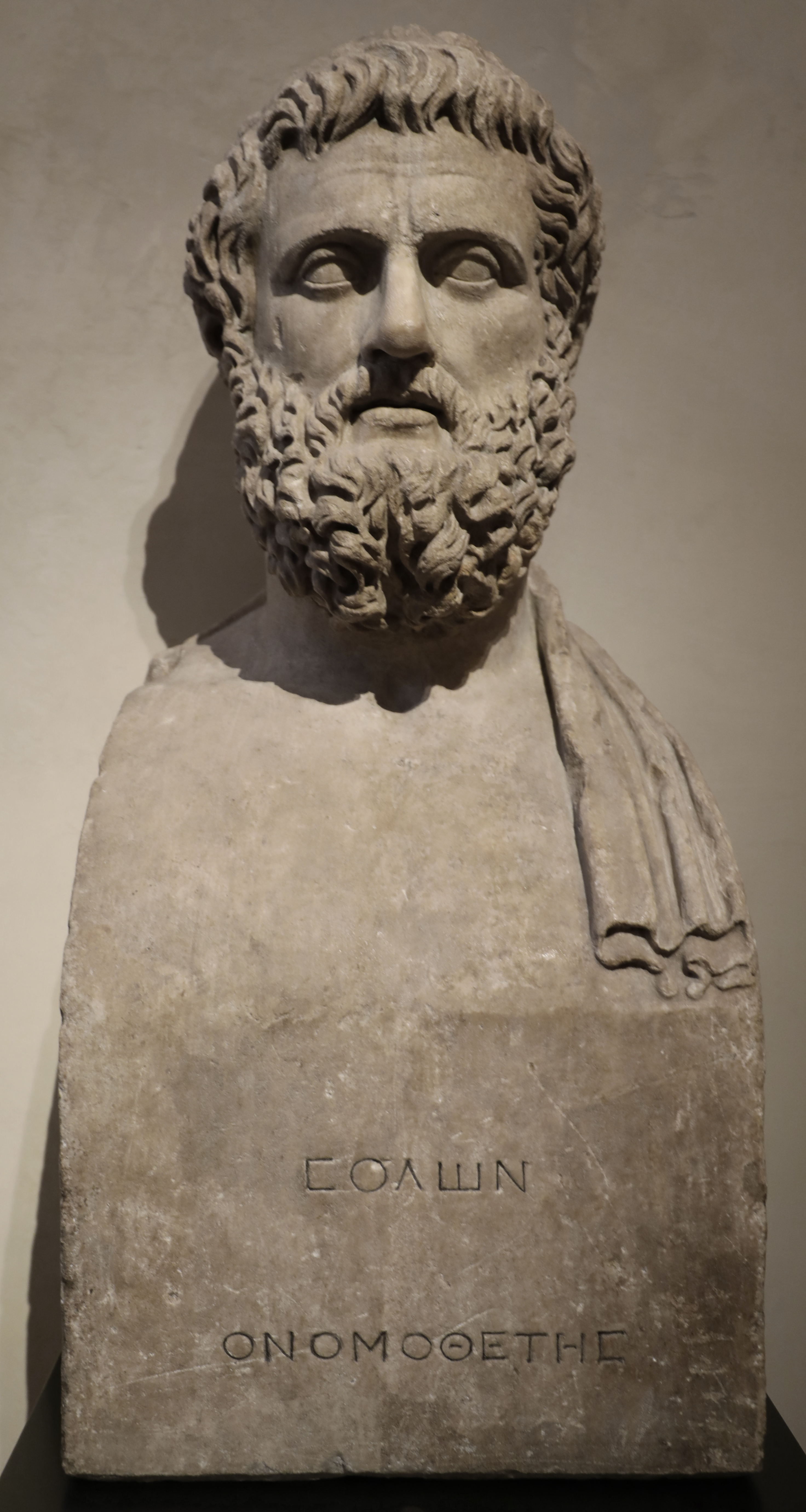
Kopf des Sophokles auf nicht zugehöriger Herme des Solon, aus pentelischem Marmor